# Закон о цифровых услугах (ЕС)
Закон о цифровых услугах (ЕС), Digital Services Act, DSA — это законодательное предложение Европейской комиссии, представленное Европейскому парламенту и Европейский совету 15 декабря 2020 года. DSA является одним из двух предложений пакета Закона о цифровых услугах. Вторым предложением в пакете является Закон о цифровых рынках (DMA), представленный Европейской комиссией в тот же день. DSA был подготовлен Исполнительным вице-президентом Европейской комиссии по Европе, пригодной для цифровой эпохи Маргрете Вестагер и Европейским комиссаром по внутреннему рынку Тьерри Бретон, как членами первой комиссии фон дер Ляйен.

## Цель DSA
Урсула фон дер Ляйен предложила "новый закон о цифровых услугах" в своей заявке на 2019 год на Председательство в Европейской комиссии. Выраженной целью DSA является обновление правовой базы Европейского Союза, в частности, путем модернизации Директивы об электронной торговле, принятой в 2000 году. На практике это будет означать новое законодательство, касающееся незаконного контента, навязчивой рекламы и дезинформации. В июне 2020 года Европейская комиссия начала публичные консультации по пакету для сбора предложений; они оставались открытыми до 8 сентября 2020 года. Организации гражданского общества призывают власти ЕС обеспечить, чтобы DSA ввел четкие определения вредоносного контента, чтобы решить проблемы онлайн-домогательств, включая доксинг и гендерные домогательства, с которыми сталкиваются пользователи в социальных сетях.

## Новые обязательства компаний-платформ
DSA предназначен для улучшения модерации контента на платформах социальных сетей для решения проблем, связанных с незаконным контентом. Предложение DSA сохраняет действующее правило, в соответствии с которым компании, размещающие чужие данные, не несут ответственности за контент, если они на самом деле не знают, что он незаконен, но добавляет исключение, согласно которому, как только незаконный контент помечен, компании обязаны удалить его. DSA введет новые обязательства на платформах по раскрытию регулирующим органам информации о том, как работают их алгоритмы, о том, как принимаются решения об удалении контента и о том, как рекламодатели ориентируются на пользователей. Многие из его положений применимы только к платформам, которые имеют более 45 миллионов пользователей в Европейском союзе. Платформы, включая Facebook, дочерние компании Google YouTube, Twitter и TikTok будут соответствовать этому порогу и будут подчинены новым обязательствам. Компании, которые не выполняют новые обязательства, рискуют получить штрафы в размере до 6 % от их годового оборота.

## Следующие шаги
В настоящее время DSA является законодательным предложением. Чтобы стать законом, он требует одобрения Европейского совета и Европейского парламента, что, как ожидается, займет около полутора лет с момента, когда DSA был предложен Европейской комиссией в декабре 2020 года. В январе 2021 года Парламентский комитет по внутреннему рынку подтвердил, что группа S&D будет возглавлять обсуждение DSA в парламенте.

## Реакции
Ожидается, что DSA и DMA будут влиять на некоторые аспекты предоставления услуг европейцам для создания более безопасного и открытого Интернета. Тем не менее, адвокатская группа Европейские цифровые права, полностью одобряя акт за его намерения и их последствия, опасается, что сильные требования на удаление незаконного контента, создадут охлаждающий эффект путем стимулирования компаний для удаления всего содержимого, помеченного как незаконное, вне зависимости от того, является ли оно действительно незаконным,
и утверждает, что не требуется так далеко заходить в ограничении возможностей крупных технологических платформ.
DSA в основном приветствовался европейским медиа-сектором. Из-за влияния, которое поисковые системы оказывают на выбор и контроль видимости определенных журналистских статей по сравнению с другими через свои
онлайн-платформы, Европейская федерация журналистов призвала законодателей ЕС еще больше повысить прозрачность систем рекомендаций платформ через DSA.